# August Hahn
August Hahn (ur. 27 marca 1792 r. w Osterhausen; zm. 13 maja 1863 r. we Wrocławiu) – niemiecki teolog protestancki i nauczyciel akademicki związany z uniwersytetami w Wittenberdze, Lipsku, Królewcu i Wrocławiu.

## Życiorys
Urodził się w 1792 roku w Osterhausen (obecnie część miasta Eisleben w środkowych Niemczceh). Studiował teologię na Uniwersytecie Lipskim oraz w Wittenberdze. W 1819 roku został profesorem teologii oraz pastorem w kościele staromiejskim w Królewcu. Rok później objął w tym mieście urząd superintendenta. W 1822 roku został profesorem zwyczajnym na Uniwersytecie Albertyna w Królewcu. cztery lata później objął stanowisko profesora w Lipsku oraz edytora pisma Marcions Evangelium in seiner ursprünglichen Gestalt. W 1827 roku został członkiem władz Kościoła Ewangelickiego w Saksonii i Prus. 
W 1833 roku opublikował pamflet przeciwko Karlowi Gottliebowi Bretschneiderowi pt. Über die Lage des Christenthums in unserer Zeit, dzięki któremu został wezwany przez króla Prus Fryderyka Wilhelma III Hohenzollerna do Wrocławia i objął stanowisko profesora teologii na Królewskim Uniwersytecie Wrocławskim oraz członka konsystorza śląskiej prowincji Ewangelickiego Kościoła Unii Staropruskiej. W 1843 roku objął funkcję generalnego superintendenta prowincji śląskiej. W latach 1839–1840 piastował urząd rektora Uniwersytetu Wrocławskiego. Zmarł w 1863 roku we Wrocławiu.

## Dorobek naukowy
Do jego najważniejszych prac należą:
- Marcion’s Evangelium in seiner ursprünglichen Gestalt, 1823.
- Syrische Chrestomathie, 1824.
- De rationalismi, qui dicitur, vera indole et qua cum naturalismo contineatur ratione, Leipzig 1827.
- Offene Erklärung an die evangelische Kirche zunächst in Sachsen und Preußen, 1826.
- Über die Lage des Christentums in unserer Zeit, 1832.
- Evangelisches Kirchen und Hausgesangbuch, 1857.
- Bardesanes gnosticus, Syrorum primus hymnologus, 1819.
- De Gnosi Marcionis, 1820, 1821.
- Antitheses Marcionis, 1823.
- De canone Marconis, 1824, 1826.
- Lehrbuch des christlichen Glaubens, 1828, 1857–1859 2 tomy.